# Roberts Zīle
Roberts Zīle (ur. 20 czerwca 1958 w Rydze) – łotewski ekonomista i polityk, poseł na Sejm, minister w kilku gabinetach, poseł do Parlamentu Europejskiego VI, VII, VIII, IX i X kadencji, wiceprzewodniczący PE IX i X kadencji.

## Życiorys
Ukończył w 1981 ekonomię na Uniwersytecie Łotwy. W 1997 uzyskał stopień doktora nauk ekonomicznych w Łotewskiej Akademii Rolniczej. Przez kilkanaście lat był pracownikiem naukowym instytutu gospodarki rolnej.
W latach 90. sprawował mandat radnego Rygi. W latach 1995, 1998 i 2002 był wybierany posłem na Sejm. W rządach Andrisa Šķēlego i Guntarsa Krastsa pełnił funkcję ministra finansów (1997–1998). Od 1998 do 2002 zajmował stanowisko ministra bez teki do spraw współpracy z międzynarodowymi instytucjami finansowymi. W gabinecie Einarsa Repšego stał na czele resortu łączności (2002–2004).
W wyborach w 2004 został wybrany łotewskim posłem do Parlamentu Europejskiego. W wyborach europejskich w 2009 z powodzeniem ubiegał się o reelekcję z listy ugrupowania Dla Ojczyzny i Wolności/Łotewskiego Narodowego Ruchu Niepodległości (TB/LNNK). W 2006 objął funkcję przewodniczącego tej partii. W PE VII kadencji powołano go w skład prezydium nowej grupy pod nazwą Europejscy Konserwatyści i Reformatorzy. Na XVI Kongresie TB/LNNK w grudniu 2010 ponownie wybrany na przewodniczącego partii stosunkiem głosów 94:29. Funkcję sprawował do rozwiązania partii w dniu 23 lipca 2011. Na krótko został współprzewodniczącym Zjednoczenia Narodowego „Wszystko dla Łotwy!” – TB/LNNK.
W wyborach w 2014, 2019 i 2024 uzyskiwał reelekcję do Parlamentu Europejskiego jako lider listy wyborczej swojego ugrupowania. W styczniu 2022 został wybrany na wiceprzewodniczącego Parlamentu Europejskiego IX kadencji. Ponownie powołany na tę funkcję w X kadencji PE w lipcu 2024.